# Muzeum knížat Czartoryských
Muzeum knížat Czartoryských (polsky: Muzeum Książąt Czartoryskich) je historicko-umělecké muzeum v polském městě Krakově, založené roku 1878. Původně soukromé, od roku 2016 státní muzeum je následovníkem nejstaršího polského muzea vůbec, založeného na počátku 19. století. Sídlí ve třech historických budovách v centru města.

## Dějiny

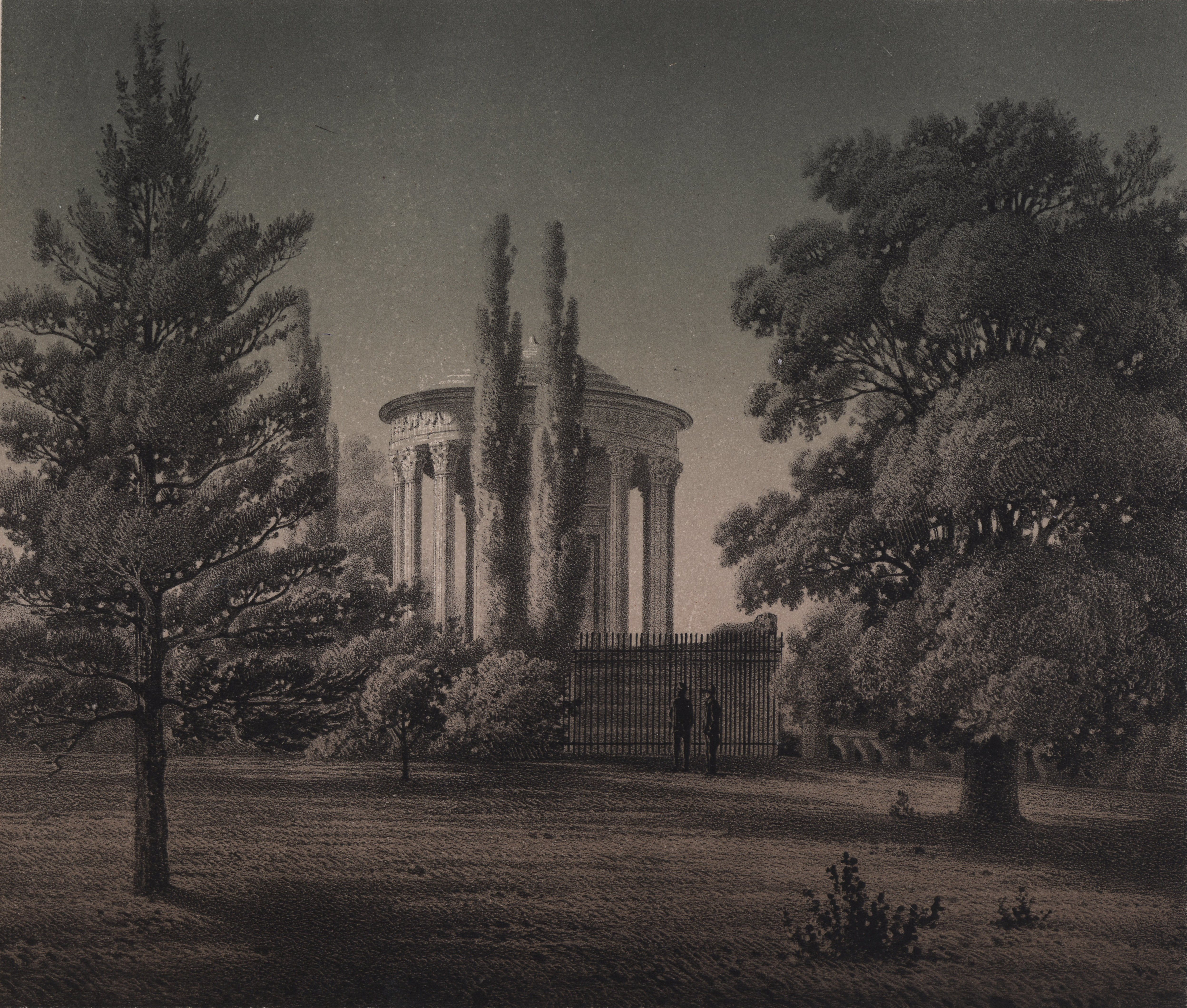
„Sibylina svatyně“ v Puławách, v letech 1801–30 přímý předchůdce dnešního muzea

Jádro současných muzejních sbírek vytvořila v letech 1796–1801 velká polská vlastenka, kněžna Izabela Czartoryska, na svém panství v Puławách, kde v zámeckém parku nechala zbudovat Sibylinu svatyni, zvanou též Svatyně paměti. Chtěla sesbíráním různých památek na význačné osobnosti polských dějin přispět k povznesení národního ducha po tragickém druhém a třetím dělení Polska. Další cenné kusy, zejména obrazy italských renesančních mistrů a římské starožitnosti, přidal do muzea její syn Adam Jiří, známý politik a diplomat. Puławské sbírky byly částečně zničeny, resp. rozchváceny během listopadového povstání v roce 1830 a následné konfiskaci majetku Czartoryských ruskými úřady. Většina však byla zachráněna a už předem evakuována do Paříže, kde byla uložena v rodinném paláci Hôtel Lambert, středisku polských exulantů ve Francii. 
V roce 1870 se kníže Władysław Czartoryski, Izabelin vnuk, rozhodl přesunout sbírku do Krakova – tehdy spadajícího do Rakouska-Uherska – kam dorazila v roce 1876. Muzeum pak oficiálně vzniklo o dva roky později a zůstalo na svém místě dodnes. Bylo postupně rozhojňováno o domácí i zahraniční umělecká díla, knihy a různé artefakty památkové hodnoty, takže nakonec čítá asi čtvrt milionu sbírkových položek.
Za druhé světové války Němci z muzea ukradli 844 obrazů, mj. z dílny Rafaela Santiho, které nebyly dodnes nalezeny. 
Muzeum v roce 1991 Vrchní soud vrátil v restitucích princi Adamu Karolu Czartoryskému, který vzápětí založil Nadaci knížat Czartoryských, jež se o sbírky starala a propagovala je i na výstavách v zahraničí. Nakonec roku 2016 sbírky a budovu muzea nadace prodala polskému státu za 100 milionů eur, což představovalo jen asi 5 % odhadované tržní hodnoty a pouze 1/10 toho, co za to stát byl ochoten zaplatit. Dohoda rovněž převedla na polský stát práva na jakékoli budoucí nároky na umělecká díla, která byla uloupena nacisty. Muzeum bylo následně převedeno do správy Národního muzea v Krakově. 
V letech 2010–19 probíhala rozsáhlá rekonstrukce.

## Muzejní sbírky
Nejcennějším exponátem muzea je jeden z nejznámějších obrazů Leonarda da Vinciho Dáma s hranostajem, zakoupený roku 1798. Muzeum schraňuje i další významná výtvarná díla autorů jako jsou např. Rembrandt, Hans Holbein mladší, Jacob Jordaens, Luca Giordano, Pieter Brueghel mladší, Dieric Bouts, Joos van Cleve, Lorenzo Lotto, Lucas Cranach mladší, Lorenzo Monaco, Andrea Mantegna, Alessandro Magnasco nebo Mistr ženských polopostav. 
Avšak muzeum se nesoustřeďuje jen na výtvarná díla, v jeho sbírkách je řada dalších artefaktů: trofeje z bitev polských vojsk, relikvie svatých, křeslo Williama Shakespeara, výzdoba z katedrály sv. Stanislava a Václava na Wawelském hradě, vzácné tapisérie, zbraně, etruské, řecké, římské a egyptské starožitnosti, historické knihy (zejména ze sbírky brabantského vévody, kterou se podařilo Izabele Czartoryské zakoupit, a z archivu posledního polského krále Stanisława II. Augusta Poniatowského). 
Knihovna čítá 224 576 položek, včetně 70 009 knih vydaných před rokem 1800, 13 552 rukopisů a 333 prvotisků. 